# Eddie Ojeda
Eddie Ojeda, född 5 augusti 1955, är en amerikansk gitarrist. Han är medlem i hårdrocksgruppen Twisted Sister. 2005 släppte han Axes 2 Axes som är hans enda soloalbum. På albumet medverkar bland andra Ronnie James Dio och Dee Snider.